# 창안 CS35 플러스
창안 CS35 플러스(영어: Changan CS35 Plus)는 약간의 프리미엄 모델로 창안 CS35보다 약간 위에 위치한 창안 자동차에서 생산 중인 서브컴팩트 크로스오버이다.

## 개요
CS35 플러스는 2018년 Chengdu Auto Show에서 69,900위안에서 104,900위안 사이의 가격으로 데뷔했으며 2018년 10월 공식 시장에 출시되었다.
CS35 Plus는 원래 개발 단계에서 CS35를 대체할 예정이었으나 계획이 변경되어 이전에 출시된 CS35가 현재 시장에서 약간 낮은 위치에 있지만 생산 중인 상태로 남아 있다. 출시 당시 CS35 플러스의 유일한 엔진 옵션은 117마력을 생산하는 1.6리터 엔진이다.

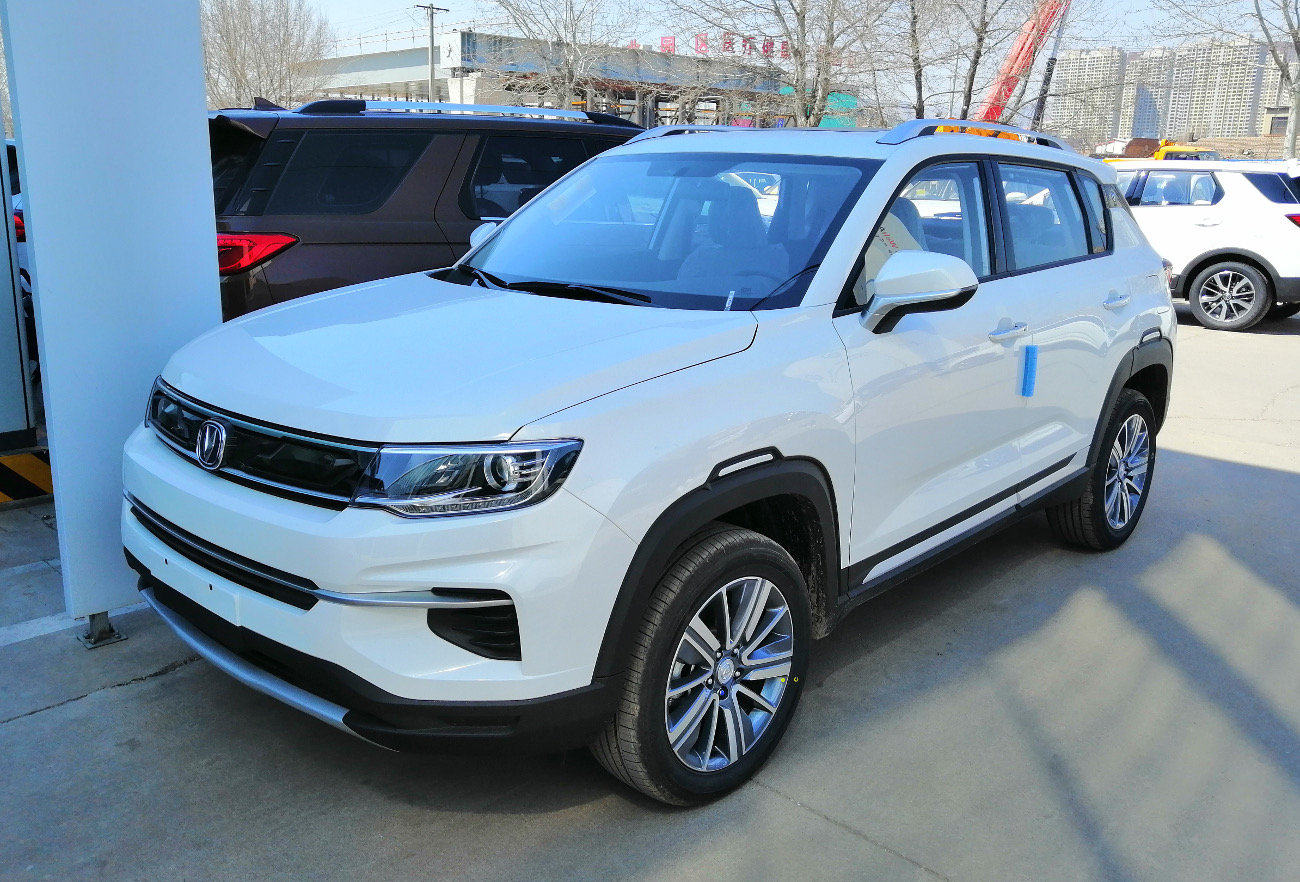
창안 CS35 플러스
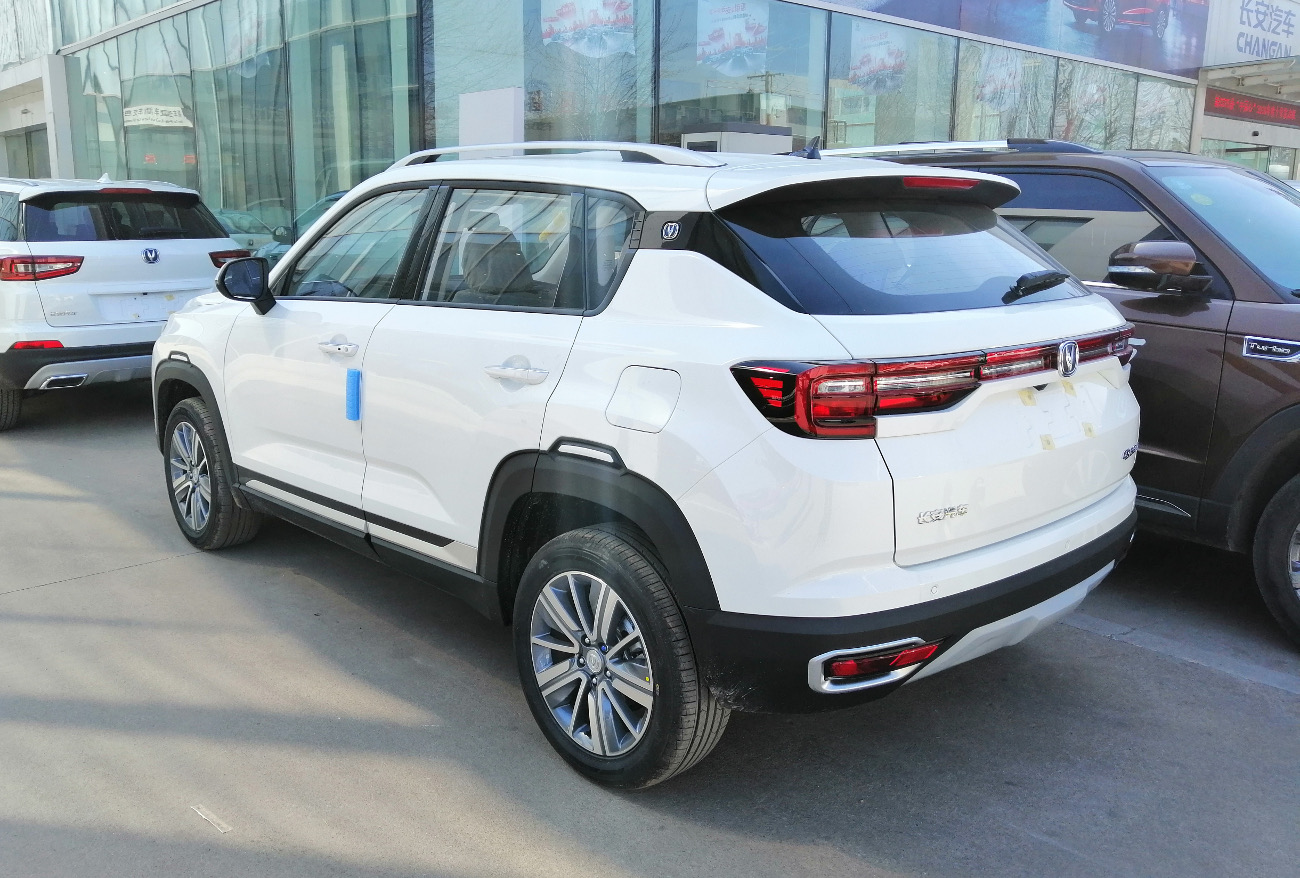
후방

### 2021 페이스리프트
CS35 플러스의 페이스리프트는 2021년 1월에 출시되었으며, 최신 창안 자동차의 차종과 더욱 일치하도록 재설계된 프론트 다운로드 그래픽과 리어 엔드 스타일을 특징으로 한다.
업데이트된 모델은 128hp(94kW)를 생산하는 코드명 "JL478QEP"라는 1.6리터 자연 흡기 엔진으로 구동된다. 변속기 옵션에는 5단 수동 변속기, CVT(8단 시뮬레이션) 및 6단 자동 변속기가 포함된다.
2021년 3월 현재 공식 발표에서는 2021년식부터 160hp(118kW) 및 260N·m의 7단 습식 DCT를 개발하는 1.4리터 터보 엔진도 도입했다.

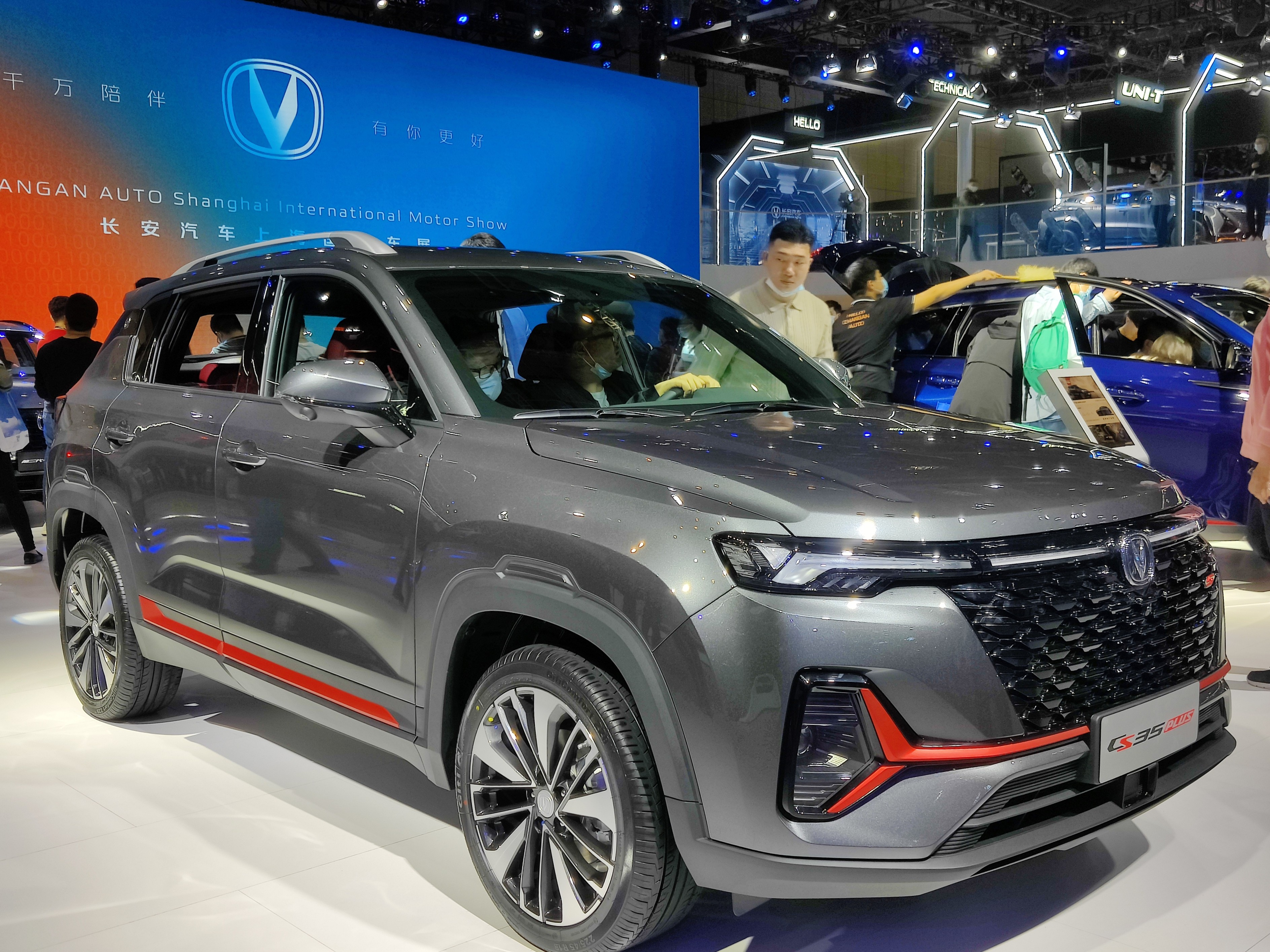
창안 CS35 플러스 F/L
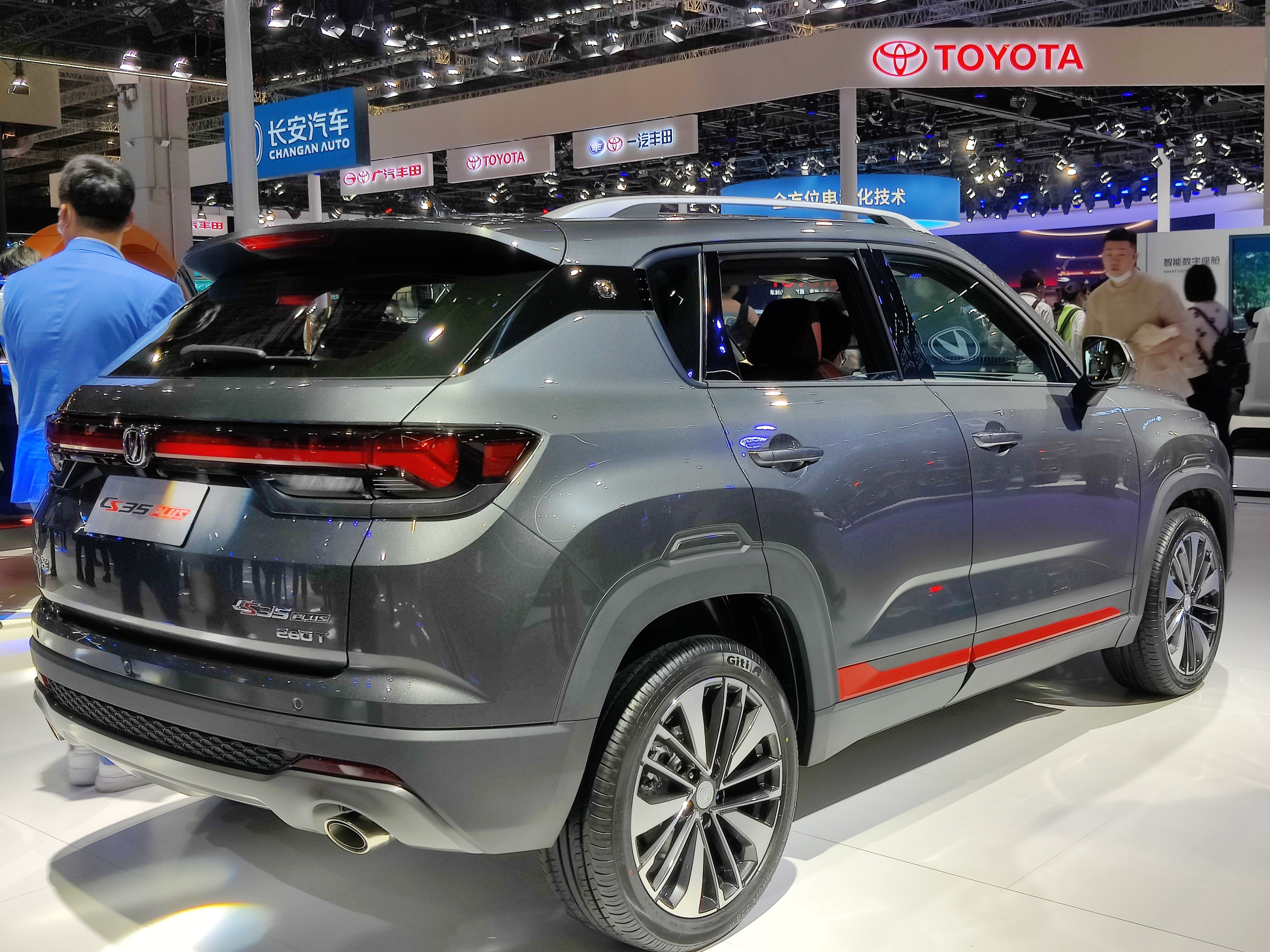
창안 CS35 플러스 F/L의 후방